# أفيف جيفين
أفيف جيفين (بالعبرية: אביב גפן) المولود في العاشر من مايو عام 1973: هو فنان إسرائيلي يعمل مغنيًا وعازفًا وكاتبًا ومنتجًا موسيقيًا لموسيقى الروك، والده الكاتب والشاعر يوناتان جيفين ووالدته نوريت ماكوفر، وهو شقيق الممثلة شيرا جيفين. تخرج جيفين من معهد ريمون للجاز والموسيقى المعاصرة، وهو من الأعضاء المؤسسين لفرقة بلاكفيلد بالإضافة إلى مسيرته الفنية الفردية.
كان جيفين وما يزال شخصًا واسع الشهرة بين الشباب الإسرائيلي الذين عُرفوا في تسعينيات القرن العشرين باسم «أبناء ضوء القمر». من الناحية السياسية، يتعاطف جيفين مع اليسار الإسرائيلي، وتتحدث موسيقاه عن مواضيع مثل الحب والسلام والموت والانتحار والسياسة والجيش (الجيش الإسرائيلي على وجه الخصوص). تعرض جيفين لكثير من الانتقاد بسبب غنائه عن الجيش الإسرائيلي دون أن يكون قد خدم في الجيش، على الرغم من أنه أُعفي من الخدمة الإلزامية لأسباب صحية.

## السيرة الذاتية

### بداية حياته
ولد جيفين وعاش بداية حياته في مدينة رمات غان في منطقة تل أبيب. أدى عرضه الموسيقي الأول عام 1984، وذلك في البرنامج الشبابي الإسرائيلي «شمينيوت بافير» على القناة الإسرائيلية الأولى، وفيه أدى أغنيته «عمرك أربعون عامًا فقط» التي كتبتها أخته ولحنها بنفسه. في عام 1987، شارك جيفين في تجربة سينمائية هاوية هي فيلم «هاميتباهات» (المنديل)، الذي كتب من أجله وغنى أغنية «إيما» (أمي).

### تسعينيات القرن العشرين
في عام 1990، سجل جيفين أغنيته الأولى «شافير» (صديق)، برفقة فرقة «قطط في الأنابيب». في عام 1992، أصدر ألبومه الأول «زي راك أور هاياريش» (إنه فقط ضوء القمر)، الذي كتب جميع أغانيه ولحنها بمفرده.
أيضًا في عام 1992، شارك في السلسلة التلفزيونية الإسرائيلية الموجهة للمراهقين مسألة وقت. في ذلك العام، كتب أغنية للفيلم الإسرائيلي فتية الشاطئ. غنى جيفين في نوادٍ ليلية برفقة فرقته هاتاويوت «الأخطاء» (يُلفظ الاسم العبري قصدًا بشكل خاطئ في موضعين منه).

## روابط خارجية
- أفيف جيفين على موقع IMDb (الإنجليزية)
- أفيف جيفين على موقع ميوزك برينز (الإنجليزية)
- أفيف جيفين على موقع أول ميوزيك (الإنجليزية)
- أفيف جيفين على موقع ديسكوغز (الإنجليزية)
- أفيف جيفين على موقع قاعدة بيانات الفيلم (الإنجليزية)